# Flora (imię)
Flora – imię żeńskie pochodzenia łacińskiego, pochodzące od imienia rzymskiej bogini kwiatów i wiosny. W Polsce po raz pierwszy poświadczone w 1375 roku. Patronką imienia jest m.in. św. Flora z Kordoby.
Męskim odpowiednikiem jest Florus.
Flora imieniny obchodzi 12 czerwca, 29 sierpnia i 24 listopada.

## Osoby noszące imię Flora
- św. Flora (zm. 851) – dziewica i męczennica, święta katolicka
- św. Flora z Beaulieu (1309-1347) – francuska zakonnica i święta katolicka
- Flora Bieńkowska (1914-1990) – polska poetka, pisarka, autorka sztuk scenicznych
- Flora Ogilvy (ur. 1994) – brytyjska arystokratka i członkini rozszerzonej rodziny królewskiej, zajmuje 36. miejsce w linii sukcesji do tronu Zjednoczonego Królestwa Wielkiej Brytanii i Irlandii Północnej
- Flora Purim – brazylijska piosenkarka jazzowa
- Flora Robson – brytyjska aktorka filmowa
- Flora Tabanelli – włoska narciarka dowolna

Postaci fikcyjne
- Flora Meredith – postać z cyklu powieści Ania z Zielonego Wzgórza
- Pani Flora – postać z powieści Panienka z okienka, którego adaptację filmową zrealizowano w 1964 roku (Panienka z okienka)
- Flora – jedna z trzech dobrych wróżek z filmu animowanego ze studia Disneya z 1959 roku pt. „Śpiąca Królewna”